# Ligne d'Amiens à Laon
La ligne d'Amiens à Laon est une ligne ferroviaire française, à écartement standard et à double voie non électrifiée, qui relie les villes d'Amiens et de Laon via Tergnier. Elle constitue la ligne no 261 000 du réseau ferré national.

## Histoire
La section entre Tergnier et Laon, partie d'un itinéraire « de La Fère à Reims » est concédée à la Compagnie des chemins de fer du Nord par une convention signée le 19 février 1852 entre le ministre des Travaux Publics et la compagnie. Cette convention est approuvée par un décret le même jour.
La convention signée le 21 juin 1857 entre le ministre des Travaux publics et la Compagnie des chemins de fer du Nord accorde à la Compagnie sept nouvelles lignes, dont un chemin de fer « d'Amiens vers un point de la ligne de Creil à Saint-Quentin, à déterminer de Tergnier à Saint-Quentin ». Cette convention est approuvée par un décret impérial le 26 juin suivant,. Le décret du 22 septembre 1861 précise le tracé entre Amiens et Ham : il doit passer « par ou près Villers-Bretonneux et Chaulnes ».

## La ligne

### Tracé
La ligne se situe entièrement en région Hauts-de-France et traverse 2 départements qui sont la Somme et l'Aisne. Elle est longue de 107 kilomètres et possède un tracé orienté Est/Ouest comportant peu de virages importants du fait du relief peu accidenté de la région. 
La ligne naît à Amiens, préfecture du département de la Somme, et étoile ferroviaire importante du nord de Paris. Elle se sépare de la ligne de Paris-Nord à Lille à hauteur de Glisy, puis part plein Est en direction de Villers-Bretonneux. La ligne suit alors plus ou moins le tracé de l'autoroute A29, avant d'atteindre Chaulnes, gare de bifurcation où elle est rejointe par la ligne de Saint-Just-en-Chaussée à Douai. 
Juste après Chaulnes, la ligne passe sous la LGV Nord et l'autoroute A1, puis continue à travers la campagne picarde en suivant une orientation oscillant entre le plein Est et le Sud-Est. La ligne passe Nesle, Ham, puis retrouve la ligne de Creil à Jeumont à hauteur de Mennessis pour la suivre jusqu'à Tergnier. Passé cette dernière gare, la ligne d'Amiens à Laon part en direction du sud-est pour enjamber le cours de l'Oise et pour enfin arriver à Laon, au bout d'un parcours de 107 kilomètres. 

### Exploitation commerciale
La ligne d'Amiens à Laon est aujourd'hui exploitée par les trains du TER Hauts-de-France, qui effectuent des missions quotidiennes semi directes entre Amiens et Saint-Quentin, ou bien des marches omnibus parcourant la totalité de la ligne entre Amiens et Laon.

## Ambulant postal

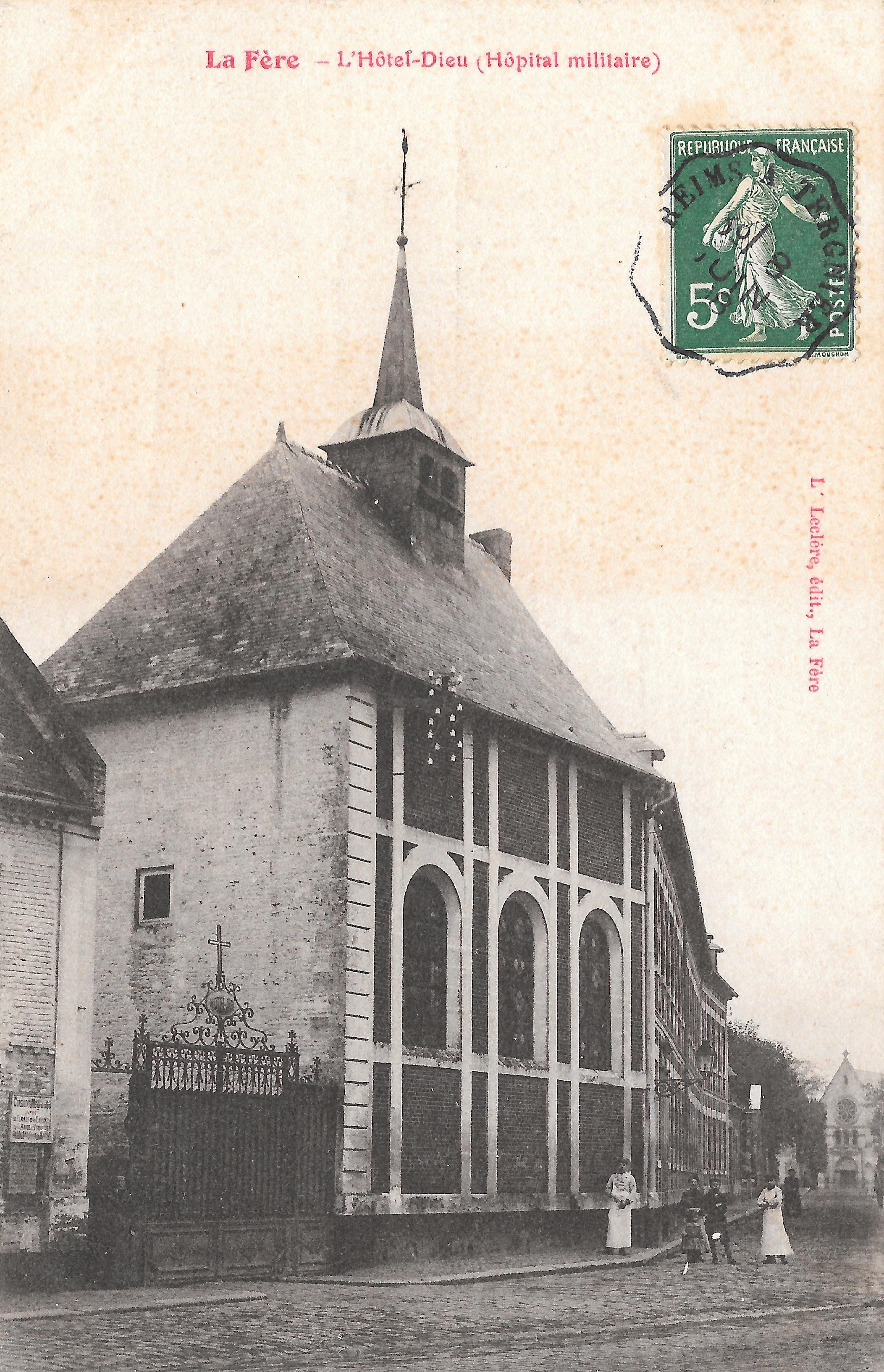
Carte postaleavec le timbre  crénelé d' sur la ligne de Reims à Tergnier daté du 8 juin 1908.
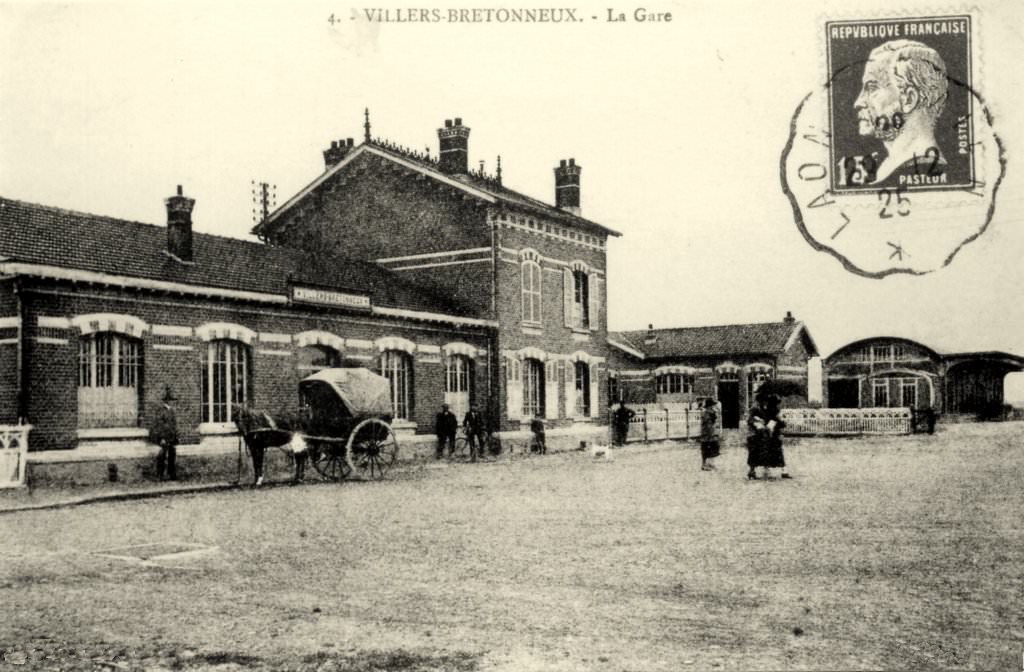
Carte postale  comportant le timbre à date crénelé d'ambulant postal sur la ligne de Laon  à Amiens daté du 29 décembre 1925.
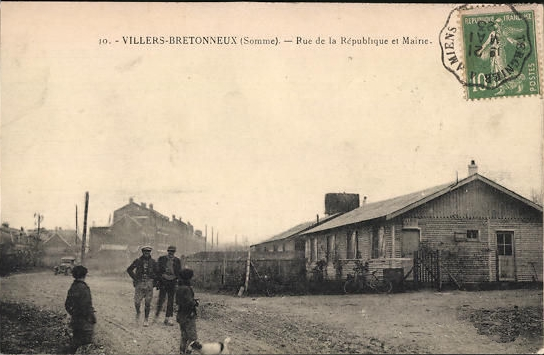
Carte postale  comportant le timbre à date crénelé d'ambulant postal sur la ligne de Tergnier  à Amiens daté du 21 mai 1923.

Un service d' ambulant postal a fonctionné sur cette ligne sur la partie de Reims à Tergnier. Les lettres étaient déposées dans les gares et, dans le train, un employé oblitérait la lettre avec un timbre à date rond à créneaux, typique des cachets d'ambulants postaux français du début du XXè siècle.